# Isabelle Chappuis

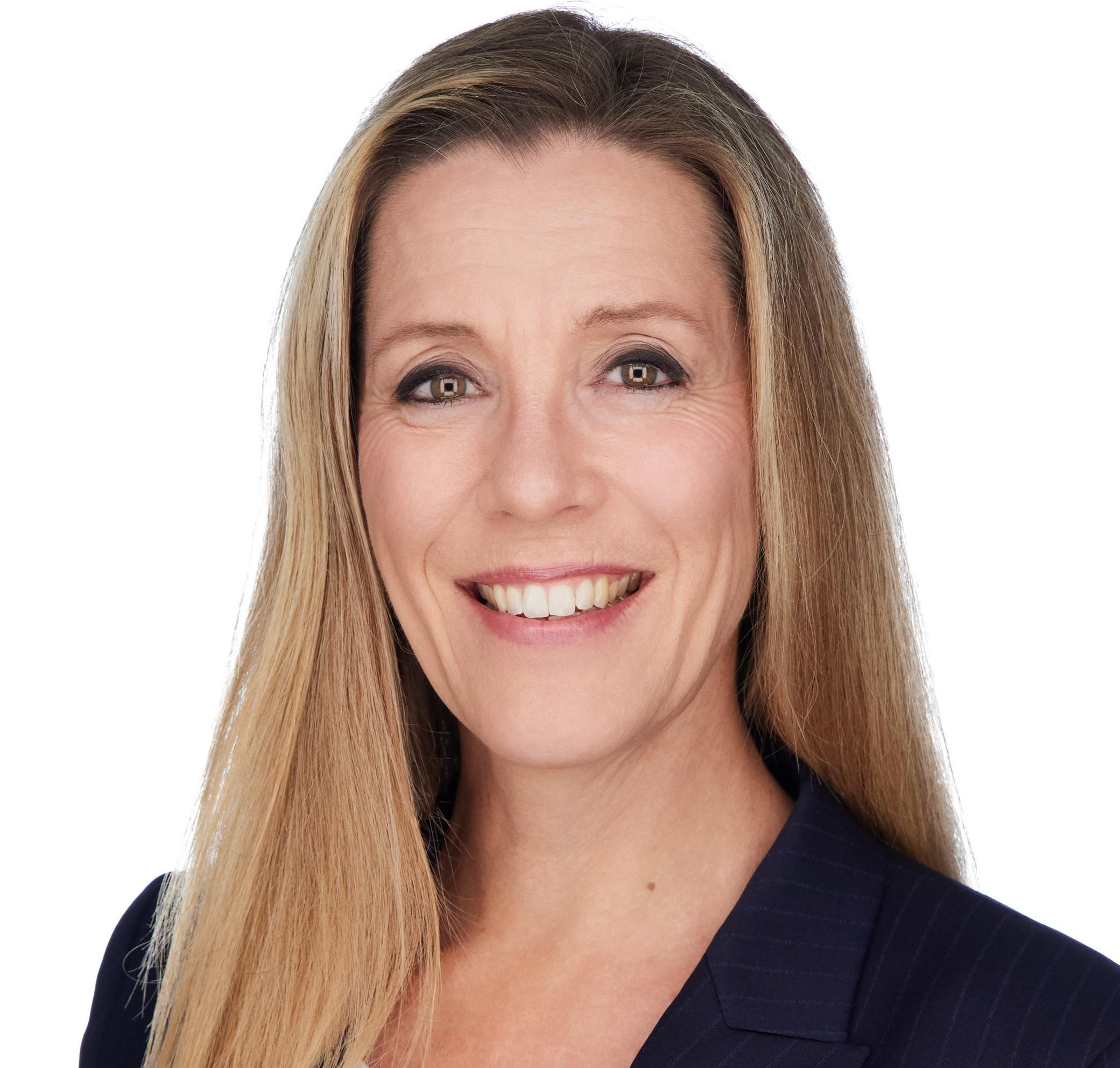
Isabelle Chappuis

Isabelle Chappuis (* 17. März 1971; heimatberechtigt in Jorat-Mézières) ist eine Schweizer Politikerin (Die Mitte) und Wirtschaftswissenschaftlerin. Seit 2023 ist sie Nationalrätin.

## Leben
Isabelle Chappuis wuchs in Morges und Lausanne auf. Sie studierte Wirtschaft an der Universität St. Gallen. Nach einer Zeit in der Finanzbranche Zürichs, unter anderem bei Swiss Re, kehrte sie in den Kanton Waadt zurück. Sie arbeitet für die  Wirtschaftswissenschaftliche Fakultät der Universität Lausanne, wo sie sich um die EMBA-Diplome und um die Abteilung für Weiterbildung kümmert. Ausserdem leitet sie das Future Lab der Wirtschaftswissenschaftlichen Fakultät und wurde 2020 in das Forum der 100 gewählt.
Ihre bevorzugten Themen sind die Zukunft der Arbeit und die Ausbildung.
Sie ist verheiratet, hat drei Kinder und wohnt in Tolochenaz.

## Politik
Isabelle Chappuis sass acht Jahre lang im Gemeindeparlament (Legislative) der Gemeinde Tolochenaz. Sie trat nicht mehr zur Wahl an, als ihr Mann zum Präsidenten gewählt worden war.
Marie-France Roth Pasquier überzeugte sie 2022, der Mitte beizutreten. Chappuis wurde daraufhin Präsidentin der Mitte Frauen Waadt und trat dem Vorstand der Mitte Frauen Schweiz bei.
Sie kandidierte in den Parlamentswahlen 2023, wobei ihr während des Wahlkampfs in ihrer Region alle Plakate gestohlen wurden, und wurde zur Nationalrätin gewählt, obwohl sie laut der Presse nur «sehr wenig Erfahrung in der Politik» hatte.